# Ormosia heptacantha
Ormosia heptacantha là một loài ruồi trong họ Limoniidae. Chúng phân bố ở miền Tân bắc.